# Touchstone Pictures
«Touchstone Pictures», ранее «Touchstone Films» (произносится [тачстоун пикчерз]) — кинокомпания, которая являлась дочерней студией Walt Disney Studios. Основана в 1984 году генеральным директором Disney Роном Миллером. Продукцией кинокомпании являются фильмы для более старшей аудитории, нежели те, что выходят под лейблом Disney («Кто подставил кролика Роджера», «Кошмар перед Рождеством»). Первым релизом студии был фильм «Всплеск», который также стал первым бестселлером студии. В фильме наличествовали краткие обнажённые сцены с Дэрил Ханной и бранная лексика.
Touchstone Pictures, в свою очередь имело звено Touchstone Television, которое специализируется на телесериалах («Отчаянные домохозяйки», «Остаться в живых»).
Компания названа в честь персонажа из пьесы Шекспира «Как вам это понравится» — шута. С 2010 года Walt Disney Studios Motion Pictures International стала осуществлять дистрибуцию художественных фильмов DreamWorks, запланированных к производству совместно с Reliance BIG Entertainment. Фильмы студии DreamWorks стали прокатываться под логотипом «Touchstone Pictures». Однако в августе 2016 года компания DreamWorks прекратила сотрудничать со студией Disney, их последним фильмом стал «Свет в океане» в конце 2016 года. Disney была намерена выпустить 30 фильмов студии DreamWorks, однако студия должна была сохранить права на фильмы DreamWorks.